# Llista de monuments de Sant Cugat del Vallès
Llista de monuments de Sant Cugat del Vallès inclosos en l'Inventari del Patrimoni Arquitectònic Català per al municipi de Sant Cugat del Vallès (Vallès Occidental). Inclou els inscrits en el Registre de Béns Culturals d'Interès Nacional (BCIN) amb la classificació de monuments històrics i els Béns Culturals d'Interès Local (BCIL) de caràcter arquitectònic.
| Monument | Protecció    | Estil/època                                    | Localització                                                                            | Coordenades                                          | Codi?         | Imatge |
| --- | ------------ | ---------------------------------------------- | --------------------------------------------------------------------------------------- | ---------------------------------------------------- | ------------- | --- |
| Monestir de Sant Cugat | BCIN 187-MH  | Romànic, gòtic XII-XIV, XVI                    | Sant Cugat del Vallès Pl. Octavià                                                       | 41° 28′ 26″ N, 2° 05′ 07″ E / 41.473825°N,2.085336°E | RI-51-0000433 | Monestir de Sant Cugat (Sant Cugat del Vallès) · Vegeu més fotos d'aquest monument · Carregueu una nova foto d'aquest monument                           |
| Pont de Can Vernet | BCIN 188-MH  | XIV                                            | Sant Cugat del Vallès C. de la Mina, 92                                                 | 41° 28′ 42″ N, 2° 04′ 36″ E / 41.478333°N,2.076667°E | RI-51-0004354 | Pont de Can Vernet (Sant Cugat del Vallès) · Vegeu més fotos d'aquest monument · Carregueu una nova foto d'aquest monument                               |
| Castell de Canals | BCIN 1446-MH | Romànic XII                                    | Sant Cugat del Vallès Valldoreix                                                        | 41° 27′ 32″ N, 2° 02′ 24″ E / 41.459003°N,2.039900°E | RI-51-0005635 | Castell de Canals (Sant Cugat del Vallès) · Vegeu més fotos d'aquest monument · Carregueu una nova foto d'aquest monument                                |
| Creu de terme de Sant Cugat, Creu del camí dels Monjos, Creu de pedra                                                          | BCIN 4539-MH | Gòtic XVI                                      | Sant Cugat del Vallès Monestir de Sant Cugat                                            | 41° 28′ 24″ N, 2° 05′ 06″ E / 41.47339°N,2.08490°E   | IPA-51053     | Creu de terme de Sant Cugat (Sant Cugat del Vallès) · Vegeu més fotos d'aquest monument · Carregueu una nova foto d'aquest monument                      |
| Ermita del Sant Crist de Llaceres                                                                                              | BCIL 2008    | Barroc XVII                                    | Sant Cugat del Vallès Av. de Gràcia - c. Llaceres                                       | 41° 27′ 52″ N, 2° 05′ 14″ E / 41.464397°N,2.087142°E | IPA-27859     | Ermita del Sant Crist de Llaceres (Sant Cugat del Vallès) · Vegeu més fotos d'aquest monument · Carregueu una nova foto d'aquest monument                |
| Ajuntament de Sant Cugat del Vallès                                                                                            | BCIL 2008    | Eclecticisme XIX Mitjan                        | Sant Cugat del Vallès Pl. Barcelona                                                     | 41° 28′ 11″ N, 2° 04′ 57″ E / 41.469682°N,2.082426°E | IPA-27861     | Ajuntament de Sant Cugat del Vallès · Vegeu més fotos d'aquest monument · Carregueu una nova foto d'aquest monument                                      |
| Mercat de Sant Pere | BCIL 2008    | Modernisme                                     | Sant Cugat del Vallès Pl. Sant Pere                                                     | 41° 28′ 22″ N, 2° 04′ 55″ E / 41.472835°N,2.082051°E | IPA-27862     | Mercat de Sant Pere (Sant Cugat del Vallès) · Vegeu més fotos d'aquest monument · Carregueu una nova foto d'aquest monument                              |
| Estació de Valldoreix | BCIL 2008    | Noucentisme XX Mitjan                          | Sant Cugat del Vallès                                                                   | 41° 27′ 28″ N, 2° 04′ 06″ E / 41.457861°N,2.068252°E | IPA-27863     | Estació de Valldoreix (Sant Cugat del Vallès) · Vegeu més fotos d'aquest monument · Carregueu una nova foto d'aquest monument                            |
| Can Cadena | BCIL 2008    | Obra popular XV                                | Sant Cugat del Vallès Pl. Joan Majó                                                     | 41° 27′ 29″ N, 2° 03′ 58″ E / 41.45811°N,2.066079°E  | IPA-27864     | Can Cadena (Sant Cugat del Vallès) · Vegeu més fotos d'aquest monument · Carregueu una nova foto d'aquest monument                                       |
| Can Puig |              | XX Inici                                       | Sant Cugat del Vallès Inici de la vall de Sant Medir, bosc de Collserola                | 41° 26′ 08″ N, 2° 07′ 05″ E / 41.435582°N,2.117987°E | IPA-27865     | Can Puig (Sant Cugat del Vallès) · Vegeu més fotos d'aquest monument · Carregueu una nova foto d'aquest monument                                         |
| Can Móra |              | Obra popular XVI                               | Sant Cugat del Vallès C. de Villà - pg. de Can Mora                                     | 41° 27′ 46″ N, 2° 04′ 37″ E / 41.462643°N,2.076812°E | IPA-27866     | Can Móra (Sant Cugat del Vallès) · Vegeu més fotos d'aquest monument · Carregueu una nova foto d'aquest monument                                         |
| Torre unifamiliar al carrer Pahissa, 4                                                                                         |              | Eclecticisme XX Inici                          | Sant Cugat del Vallès C. Pahissa, 4                                                     | 41° 27′ 58″ N, 2° 05′ 05″ E / 41.46611°N,2.08477°E   | IPA-27867     | Torre unifamiliar al carrer Pahissa, 4 (Sant Cugat del Vallès) · Vegeu més fotos d'aquest monument · Carregueu una nova foto d'aquest monument           |
| Casa Mòjica | BCIL 2008    | Noucentisme                                    | Sant Cugat del Vallès Av. de Gràcia, 29                                                 | 41° 28′ 01″ N, 2° 05′ 07″ E / 41.466888°N,2.085148°E | IPA-27868     | Casa Mòjica (Sant Cugat del Vallès) · Vegeu més fotos d'aquest monument · Carregueu una nova foto d'aquest monument                                      |
| Ca la Mateu | BCIL 2008    | Eclecticisme XIX                               | Sant Cugat del Vallès C. Sant Medir, 19-21                                              | 41° 28′ 21″ N, 2° 05′ 06″ E / 41.472389°N,2.085047°E | IPA-27869     | Ca la Mateu (Sant Cugat del Vallès) · Vegeu més fotos d'aquest monument · Carregueu una nova foto d'aquest monument                                      |
| Villa Joaquín | BCIL 2008    | Noucentisme XX Inici                           | Sant Cugat del Vallès Pl. del Coll, 4                                                   | 41° 28′ 30″ N, 2° 05′ 22″ E / 41.474912°N,2.089438°E | IPA-27870     | Villa Joaquín (Sant Cugat del Vallès) · Vegeu més fotos d'aquest monument · Carregueu una nova foto d'aquest monument                                    |
| Villa Anita | BCIL 2008    | Modernisme XX Inici                            | Sant Cugat del Vallès C. Bergara, 3 - Rbla. Ribera, 9                                   | 41° 27′ 55″ N, 2° 04′ 51″ E / 41.465302°N,2.080724°E | IPA-27871     | Villa Anita (Sant Cugat del Vallès) · Vegeu més fotos d'aquest monument · Carregueu una nova foto d'aquest monument                                      |
| Can Barnils o Casa Mir | BCIL 2008    | Modernisme XX Inici                            | Sant Cugat del Vallès Av. de Gràcia, 33                                                 | 41° 28′ 00″ N, 2° 05′ 08″ E / 41.46673°N,2.085676°E  | IPA-27872     | Can Barnils (Sant Cugat del Vallès) · Vegeu més fotos d'aquest monument · Carregueu una nova foto d'aquest monument                                      |
| Xalet Negre | BCIL 2008    | Noucentisme XX Inici                           | Sant Cugat del Vallès Pl. del Coll, 5                                                   | 41° 28′ 30″ N, 2° 05′ 22″ E / 41.475098°N,2.089418°E | IPA-27873     | Xalet Negre (Sant Cugat del Vallès) · Vegeu més fotos d'aquest monument · Carregueu una nova foto d'aquest monument                                      |
| Torre unifamiliar al carrer Pahissa, 20                                                                                        |              | Noucentisme XX Inici                           | Sant Cugat del Vallès C. Pahissa, 20                                                    | 41° 27′ 56″ N, 2° 05′ 01″ E / 41.465569°N,2.083608°E | IPA-27874     | Torre unifamiliar al carrer Pahissa, 20 (Sant Cugat del Vallès) · Vegeu més fotos d'aquest monument · Carregueu una nova foto d'aquest monument          |
| Apartaments Mozart |              | Darreres tendències XX Mitjan                  | Sant Cugat del Vallès C. Mozart, 7 - c. Fortuny, 1                                      | 41° 27′ 53″ N, 2° 04′ 22″ E / 41.464745°N,2.072694°E | IPA-27875     | Apartaments Mozart (Sant Cugat del Vallès) · Vegeu més fotos d'aquest monument · Carregueu una nova foto d'aquest monument                               |
| Cal Xala (enderrocat) |              | Historicisme XX Inici                          | Sant Cugat del Vallès C. Rius i Taulet, 9                                               | 41° 28′ 19″ N, 2° 04′ 54″ E / 41.471923°N,2.081552°E | IPA-27876     | Cal Xala (Sant Cugat del Vallès) · Vegeu més fotos d'aquest monument · Carregueu una nova foto d'aquest monument                                         |
| Cal Barbany | BCIL 2008    | Noucentisme XX Inici                           | Sant Cugat del Vallès C. Endavallada - c. Rius i Taulet                                 | 41° 28′ 19″ N, 2° 04′ 55″ E / 41.471985°N,2.082062°E | IPA-27877     | Cal Barbany (Sant Cugat del Vallès) · Vegeu més fotos d'aquest monument · Carregueu una nova foto d'aquest monument                                      |
| Cal Quitèria | BCIL 2008    | Obra popular XIX                               | Sant Cugat del Vallès c. Viñolas - Pl. Can Quitèria                                     | 41° 28′ 07″ N, 2° 04′ 57″ E / 41.468660°N,2.082451°E | IPA-27878     | Cal Quitèria (Sant Cugat del Vallès) · Vegeu més fotos d'aquest monument · Carregueu una nova foto d'aquest monument                                     |
| Can Mates | BCIL 2008    | Obra popular                                   | Sant Cugat del Vallès C. Sant Domènec, 17                                               | 41° 28′ 24″ N, 2° 04′ 52″ E / 41.473208°N,2.081046°E | IPA-27879     | Can Mates (Sant Cugat del Vallès) · Vegeu més fotos d'aquest monument · Carregueu una nova foto d'aquest monument                                        |
| Torres Blanquet | BCIL 2008    | Noucentisme XX Mitjan                          | Sant Cugat del Vallès Av. del Carril, 44-46                                             | 41° 28′ 10″ N, 2° 04′ 24″ E / 41.469452°N,2.073313°E | IPA-27880     | Torres Blanquet (Sant Cugat del Vallès) · Vegeu més fotos d'aquest monument · Carregueu una nova foto d'aquest monument                                  |
| Cal Maristany | BCIL 2008    | Eclecticisme XX Inici                          | Sant Cugat del Vallès C. Guimerà, 2                                                     | 41° 28′ 03″ N, 2° 04′ 44″ E / 41.467619°N,2.078964°E | IPA-27881     | Cal Maristany (Sant Cugat del Vallès) · Vegeu més fotos d'aquest monument · Carregueu una nova foto d'aquest monument                                    |
| Xalets racionalistes | BCIL 2008    | Racionalisme XX Inici                          | Sant Cugat del Vallès Av. Tarruell, 43-45 i 49-57, la Floresta                          | 41° 26′ 34″ N, 2° 04′ 16″ E / 41.442916°N,2.071082°E | IPA-27882     | Xalets racionalistes (Sant Cugat del Vallès) · Vegeu més fotos d'aquest monument · Carregueu una nova foto d'aquest monument                             |
| Cases d'en Tarruell | BCIL 2008    | Eclecticisme XX Mitjan                         | Sant Cugat del Vallès Av. Tarruell, 15-17 i 19-21, la Floresta                          | 41° 26′ 36″ N, 2° 04′ 26″ E / 41.443467°N,2.073789°E | IPA-27883     | Cases d'en Tarruell (Sant Cugat del Vallès) · Vegeu més fotos d'aquest monument · Carregueu una nova foto d'aquest monument                              |
| Casa Tarruell, Casa de Gaietà Tarruell                                                                                         | BCIL 2008    | Noucentisme XX Inici                           | Sant Cugat del Vallès Av. Tarruell, 14-22, la Floresta                                  | 41° 26′ 37″ N, 2° 04′ 24″ E / 41.443698°N,2.073294°E | IPA-27884     | Casa Tarruell (Sant Cugat del Vallès) · Vegeu més fotos d'aquest monument · Carregueu una nova foto d'aquest monument                                    |
| Casa Calado |              | Modernisme XX                                  | Sant Cugat del Vallès Pg. Calado, 8                                                     | 41° 27′ 47″ N, 2° 05′ 51″ E / 41.462934°N,2.097563°E | IPA-27885     | Casa Calado (Sant Cugat del Vallès) · Vegeu més fotos d'aquest monument · Carregueu una nova foto d'aquest monument                                      |
| Casa Generalife | BCIL 2008    | Historicisme XX                                | Sant Cugat del Vallès Sant Francesc Xavier, 12 - C. Elisenda Ribatallada                | 41° 27′ 51″ N, 2° 05′ 07″ E / 41.464259°N,2.085367°E | IPA-27886     | Casa Generalife (Sant Cugat del Vallès) · Vegeu més fotos d'aquest monument · Carregueu una nova foto d'aquest monument                                  |
| Casa Rognoni, Xalet de Glòria Rognoni                                                                                          |              | Darreres tendències 1976-1978                  | Sant Cugat del Vallès Pg. de l'Habana, 59, Mirasol                                      | 41° 27′ 52″ N, 2° 03′ 33″ E / 41.4644°N,2.059291°E   | IPA-27887     | Casa Rognoni (Sant Cugat del Vallès) · Vegeu més fotos d'aquest monument · Carregueu una nova foto d'aquest monument                                     |
| Torre Vasconcel, Torre Lluch                                                                                                   |              | Modernisme XX Inici                            | Sant Cugat del Vallès Ctra. de l'Arrabassada, km 13,1                                   | 41° 27′ 23″ N, 2° 05′ 17″ E / 41.456279°N,2.088131°E | IPA-27888     | Torre Vasconcel (Sant Cugat del Vallès) · Vegeu més fotos d'aquest monument · Carregueu una nova foto d'aquest monument                                  |
| Casa Luque | BCIL 2008    | Moviment modern Josep Antoni Coderch XX Mitjan | Sant Cugat del Vallès Av. Canadà, 35                                                    | 41° 27′ 33″ N, 2° 04′ 35″ E / 41.459043°N,2.076407°E | IPA-27889     | Casa Luque (Sant Cugat del Vallès) · Vegeu més fotos d'aquest monument · Carregueu una nova foto d'aquest monument                                       |
| Terrisseria Arpí | BCIL 2008    | XX                                             | Sant Cugat del Vallès Pl. Octavià, 1 - C. Santiago Rusiñol, 60                          | 41° 28′ 23″ N, 2° 05′ 04″ E / 41.472989°N,2.084331°E | IPA-27890     | Terrisseria Arpí (Sant Cugat del Vallès) · Vegeu més fotos d'aquest monument · Carregueu una nova foto d'aquest monument                                 |
| Ca n'Ametller |              | Obra popular XV, XIX                           | Sant Cugat del Vallès Ctra. Sant Cugat a Rubí, km 18                                    | 41° 28′ 41″ N, 2° 02′ 47″ E / 41.478168°N,2.046263°E | IPA-27891     | Ca n'Ametller (Sant Cugat del Vallès) · Vegeu més fotos d'aquest monument · Carregueu una nova foto d'aquest monument                                    |
| Casa Massana, Casa Armet | BCIL 2008    | Modernisme XIX                                 | Sant Cugat del Vallès Av. de Gràcia, 30                                                 | 41° 28′ 02″ N, 2° 05′ 05″ E / 41.467189°N,2.084642°E | IPA-27892     | Casa Massana (Sant Cugat del Vallès) · Vegeu més fotos d'aquest monument · Carregueu una nova foto d'aquest monument                                     |
| Torre Negra |              | XV                                             | Sant Cugat del Vallès Rambla de Can Bell                                                | 41° 27′ 55″ N, 2° 06′ 03″ E / 41.465157°N,2.100797°E | IPA-27893     | Torre Negra (Sant Cugat del Vallès) · Vegeu més fotos d'aquest monument · Carregueu una nova foto d'aquest monument                                      |
| Ermita de Sant Adjutori | BCIL 2008    | Romànic X                                      | Sant Cugat del Vallès Ctra. Arrabassada, km 10, prop de Can Borrell                     | 41° 27′ 20″ N, 2° 06′ 51″ E / 41.455550°N,2.114277°E | IPA-27894     | Ermita de Sant Adjutori (Sant Cugat del Vallès) · Vegeu més fotos d'aquest monument · Carregueu una nova foto d'aquest monument                          |
| Ermita de Santa Maria de Campanyà                                                                                              | BCIL 2008    | Romànic XI, XVIII                              | Sant Cugat del Vallès Ctra. de Sant Cugat a Rubí, km 17                                 | 41° 28′ 54″ N, 2° 03′ 29″ E / 41.481565°N,2.058014°E | IPA-27895     | Ermita de Santa Maria de Campanyà (Sant Cugat del Vallès) · Vegeu més fotos d'aquest monument · Carregueu una nova foto d'aquest monument                |
| Capella de Sant Llorenç de Fontcalçada                                                                                         |              | Romànic XI, XVIII Final                        | Sant Cugat del Vallès Ctra. Sant Cugat a Rubí, km 18                                    | 41° 28′ 42″ N, 2° 02′ 47″ E / 41.478373°N,2.046268°E | IPA-27896     | Capella de Sant Llorenç de Fontcalçada (Sant Cugat del Vallès) · Vegeu més fotos d'aquest monument · Carregueu una nova foto d'aquest monument           |
| Can Vilallonga |              | Obra popular                                   | Sant Cugat del Vallès C. Oceà Atlàntic, 80                                              | 41° 27′ 15″ N, 2° 05′ 08″ E / 41.454207°N,2.085655°E | IPA-27897     | Can Vilallonga (Sant Cugat del Vallès) · Vegeu més fotos d'aquest monument · Carregueu una nova foto d'aquest monument                                   |
| Can Graells |              | Obra popular XVI                               | Sant Cugat del Vallès Camí de Can Marcet                                                | 41° 29′ 43″ N, 2° 03′ 39″ E / 41.495416°N,2.060774°E | IPA-27898     | Can Graells (Sant Cugat del Vallès) · Vegeu més fotos d'aquest monument · Carregueu una nova foto d'aquest monument                                      |
| Can Boba o Can Bova |              | Obra popular                                   | Sant Cugat del Vallès Ctra. de l'Arrabassada, km 10,5                                   | 41° 26′ 23″ N, 2° 05′ 39″ E / 41.439698°N,2.094103°E | IPA-27899     | Can Bova (Sant Cugat del Vallès) · Vegeu més fotos d'aquest monument · Carregueu una nova foto d'aquest monument                                         |
| Can Bell |              | Obra popular XV                                | Sant Cugat del Vallès Ctra. de l'Arrabassada, km 13                                     | 41° 27′ 22″ N, 2° 05′ 27″ E / 41.456017°N,2.090812°E | IPA-27900     | Can Bell (Sant Cugat del Vallès) · Vegeu més fotos d'aquest monument · Carregueu una nova foto d'aquest monument                                         |
| Ermita de Sant Medir |              | Romànic XI, XV, XIX                            | Sant Cugat del Vallès Ctra. de Valldaura a Cerdanyola, km 7                             | 41° 26′ 37″ N, 2° 07′ 17″ E / 41.443653°N,2.121346°E | IPA-27901     | Ermita de Sant Medir (Sant Cugat del Vallès) · Vegeu més fotos d'aquest monument · Carregueu una nova foto d'aquest monument                             |
| Can Marcet |              | Obra popular XVI                               | Sant Cugat del Vallès Prop del camí de Can Graells                                      | 41° 29′ 34″ N, 2° 04′ 06″ E / 41.492801°N,2.068394°E | IPA-27902     | Can Marcet (Sant Cugat del Vallès) · Vegeu més fotos d'aquest monument · Carregueu una nova foto d'aquest monument                                       |
| Can Bellet o Ballet |              | Obra popular XVII                              | Sant Cugat del Vallès Camí de Can Graells                                               | 41° 28′ 57″ N, 2° 04′ 07″ E / 41.482495°N,2.068597°E | IPA-27903     | Can Bellet (Sant Cugat del Vallès) · Vegeu més fotos d'aquest monument · Carregueu una nova foto d'aquest monument                                       |
| Can Trabal |              | X                                              | Sant Cugat del Vallès Av. de Can Trabal                                                 | 41° 27′ 22″ N, 2° 04′ 44″ E / 41.456143°N,2.078940°E | IPA-27904     | Can Trabal (Sant Cugat del Vallès) · Vegeu més fotos d'aquest monument · Carregueu una nova foto d'aquest monument                                       |
| Can Borrell |              | Obra popular                                   | Sant Cugat del Vallès Camí de Sant Medir, prop ctra. Cerdanyola-Valldaura, km 3         | 41° 27′ 31″ N, 2° 06′ 44″ E / 41.458495°N,2.112240°E | IPA-27905     | Can Borrell (Sant Cugat del Vallès) · Vegeu més fotos d'aquest monument · Carregueu una nova foto d'aquest monument                                      |
| Mas Fuster | BCIL 2008    | Obra popular                                   | Sant Cugat del Vallès Al final de l'av. Fuster                                          | 41° 27′ 12″ N, 2° 03′ 05″ E / 41.453222°N,2.051368°E | IPA-27906     | Mas Fuster (Sant Cugat del Vallès) · Vegeu més fotos d'aquest monument · Carregueu una nova foto d'aquest monument                                       |
| Can Cabassa | BCIL 2008    | Obra popular XIX Final                         | Sant Cugat del Vallès Av. Montserrat Roig, Al costat de l'Hospital General de Catalunya | 41° 28′ 24″ N, 2° 02′ 43″ E / 41.473264°N,2.045408°E | IPA-27907     | Can Cabassa (Sant Cugat del Vallès) · Vegeu més fotos d'aquest monument · Carregueu una nova foto d'aquest monument                                      |
| Can Gener o Jané |              | Obra popular XVI                               | Sant Cugat del Vallès Ctra. de Valldaura, km 7, prop de Sant Medir                      | 41° 26′ 41″ N, 2° 07′ 02″ E / 41.444675°N,2.117340°E | IPA-27908     | Can Gener (Sant Cugat del Vallès) · Vegeu més fotos d'aquest monument · Carregueu una nova foto d'aquest monument                                        |
| Can Canyameres |              | Obra popular XVII                              | Sant Cugat del Vallès Av. Can Bellet, prop de la Foneria Nolla                          | 41° 29′ 05″ N, 2° 03′ 53″ E / 41.484773°N,2.0647°E   | IPA-27909     | Can Canyameres (Sant Cugat del Vallès) · Vegeu més fotos d'aquest monument · Carregueu una nova foto d'aquest monument                                   |
| Can Flor o Can Flo |              | Obra popular XVIII                             | Sant Cugat del Vallès Prop del turó del Fumet, Valldoreix                               | 41° 26′ 21″ N, 2° 05′ 28″ E / 41.439053°N,2.091195°E | IPA-27910     | Can Flor (Sant Cugat del Vallès) · Vegeu més fotos d'aquest monument · Carregueu una nova foto d'aquest monument                                         |
| Can Castanyer |              | Obra popular XV                                | Sant Cugat del Vallès Ctra de Sant Cugat a Rubí, km 17, prop de Santa Maria de Campanyà | 41° 28′ 52″ N, 2° 03′ 30″ E / 41.481012°N,2.058220°E | IPA-27911     | Can Castanyer (Sant Cugat del Vallès) · Vegeu més fotos d'aquest monument · Carregueu una nova foto d'aquest monument                                    |
| Can Montmany o Monmany |              | Eclecticisme XVIII                             | Sant Cugat del Vallès Al final de l'av. Monmany, Valldoreix                             | 41° 27′ 04″ N, 2° 01′ 56″ E / 41.451017°N,2.032321°E | IPA-27912     | Can Montmany (Sant Cugat del Vallès) · Vegeu més fotos d'aquest monument · Carregueu una nova foto d'aquest monument                                     |
| Can Magí |              | XIX                                            | Sant Cugat del Vallès Av. de Can Magí                                                   | 41° 28′ 52″ N, 2° 05′ 27″ E / 41.481025°N,2.090712°E | IPA-27913     | Can Magí (Sant Cugat del Vallès) · Vegeu més fotos d'aquest monument · Carregueu una nova foto d'aquest monument                                         |
| Casal o Casino de la Floresta                                                                                                  | BCIL 2008    | Noucentisme XX Mitjan                          | Sant Cugat del Vallès C. Casino, 15                                                     | 41° 26′ 36″ N, 2° 04′ 21″ E / 41.443401°N,2.072510°E | IPA-27914     | Casal de la Floresta (Sant Cugat del Vallès) · Vegeu més fotos d'aquest monument · Carregueu una nova foto d'aquest monument                             |
| Església parroquial de Sant Cebrià de Valldoreix                                                                               | BCIL 2008    | Romànic XX                                     | Sant Cugat del Vallès C. de l'Església                                                  | 41° 27′ 30″ N, 2° 04′ 02″ E / 41.458337°N,2.067303°E | IPA-27915     | Església parroquial de Sant Cebrià de Valldoreix (Sant Cugat del Vallès) · Vegeu més fotos d'aquest monument · Carregueu una nova foto d'aquest monument |
| Cooperativa Vitivinícola, celler del Sindicat Vitivinícola o Celler Cooperatiu de Sant Cugat                                   | BCIL 2008    | Noucentisme Cèsar Martinell 1921               | Sant Cugat del Vallès C. Balmes - c. Sant Medir                                         | 41° 28′ 19″ N, 2° 05′ 06″ E / 41.472024°N,2.085015°E | IPA-27916     | Cooperativa Vitivinícola (Sant Cugat del Vallès) · Vegeu més fotos d'aquest monument · Carregueu una nova foto d'aquest monument                         |
| Casa Badés | BCIL 2008    | Noucentisme XX Inici                           | Sant Cugat del Vallès C. Villà, 3                                                       | 41° 28′ 04″ N, 2° 04′ 47″ E / 41.467907°N,2.079715°E | IPA-27917     | Casa Badés (Sant Cugat del Vallès) · Vegeu més fotos d'aquest monument · Carregueu una nova foto d'aquest monument                                       |
| Casa de les Bruixes |              | Eclecticisme XX Mitjan                         | Sant Cugat del Vallès C. Oceà Atlàntic, 114                                             | 41° 27′ 18″ N, 2° 05′ 24″ E / 41.454964°N,2.089929°E | IPA-27918     | Casa de les Bruixes (Sant Cugat del Vallès) · Vegeu més fotos d'aquest monument · Carregueu una nova foto d'aquest monument                              |
| Petit xalet a la rambla Ribatallada, 16                                                                                        |              | Noucentisme XX Inici                           | Sant Cugat del Vallès Rbla. Ribatallada, 16                                             | 41° 28′ 03″ N, 2° 04′ 56″ E / 41.467589°N,2.082177°E | IPA-27919     | Petit xalet a la rambla Ribatallada, 16 (Sant Cugat del Vallès) · Vegeu més fotos d'aquest monument · Carregueu una nova foto d'aquest monument          |
| Can Cussó |              | Obra popular XVI                               | Sant Cugat del Vallès Carrer Goya, a la vora del Club Esportiu Valldoreix               | 41° 27′ 00″ N, 2° 03′ 08″ E / 41.449983°N,2.052307°E | IPA-27920     | Can Cussó (Sant Cugat del Vallès) · Vegeu més fotos d'aquest monument · Carregueu una nova foto d'aquest monument                                        |
| Xalet al Colomer | BCIL 2008    | Modernisme XX Inici                            | Sant Cugat del Vallès C. Berga, 8                                                       | 41° 28′ 11″ N, 2° 04′ 23″ E / 41.469736°N,2.073028°E | IPA-27921     | Xalet al Colomer (Sant Cugat del Vallès) · Vegeu més fotos d'aquest monument · Carregueu una nova foto d'aquest monument                                 |
| Casa Bertrand |              | Eclecticisme XX Inici                          | Sant Cugat del Vallès Rbla. Can Bell, 17-21                                             | 41° 27′ 33″ N, 2° 05′ 34″ E / 41.459212°N,2.092827°E | IPA-27922     | Casa Bertrand (Sant Cugat del Vallès) · Vegeu més fotos d'aquest monument · Carregueu una nova foto d'aquest monument                                    |
| Barriada Vallès | BCIL 2008    | Noucentisme XX Inici                           | Sant Cugat del Vallès Pg. de la Torre Blanca, 26-30 i 42                                | 41° 28′ 24″ N, 2° 05′ 24″ E / 41.473322°N,2.090051°E | IPA-27923     | Barriada Vallès (Sant Cugat del Vallès) · Vegeu més fotos d'aquest monument · Carregueu una nova foto d'aquest monument                                  |
| Torre Blanca |              | Obra popular                                   | Sant Cugat del Vallès Av. Pla del Vinyet - Pg. Lluís Domènech i Montaner                | 41° 28′ 13″ N, 2° 05′ 31″ E / 41.470314°N,2.091886°E | IPA-27924     | Torre Blanca (Sant Cugat del Vallès) · Vegeu més fotos d'aquest monument · Carregueu una nova foto d'aquest monument                                     |
| Casa Montserrat Enrich | BCIL 2008    | Neoclassicisme                                 | Sant Cugat del Vallès Av. de Gràcia, 26                                                 | 41° 28′ 02″ N, 2° 05′ 04″ E / 41.467217°N,2.084371°E | IPA-27926     | Casa Montserrat Erich (Sant Cugat del Vallès) · Vegeu més fotos d'aquest monument · Carregueu una nova foto d'aquest monument                            |
| Torre Suïssa |              | Eclecticisme                                   | Sant Cugat del Vallès C. Sant Casimir, 4 - Tres Places                                  | 41° 27′ 51″ N, 2° 04′ 52″ E / 41.46411°N,2.08119°E   | IPA-27927     | Torre Suïssa (Sant Cugat del Vallès) · Vegeu més fotos d'aquest monument · Carregueu una nova foto d'aquest monument                                     |
| Ermita de Sant Domènec |              | Obra popular XV                                | Sant Cugat del Vallès Av. Rius i Taulet - av. Graells                                   | 41° 28′ 39″ N, 2° 04′ 19″ E / 41.477578°N,2.071981°E | IPA-27928     | Ermita de Sant Domènec (Sant Cugat del Vallès) · Vegeu més fotos d'aquest monument · Carregueu una nova foto d'aquest monument                           |
| Col·legi de les Monges Franciscanes, Escola Santa Isabel                                                                       |              | Noucentisme XX Inici                           | Sant Cugat del Vallès Rbla. Ribatallada, 10-12                                          | 41° 28′ 04″ N, 2° 04′ 57″ E / 41.467720°N,2.082546°E | IPA-27929     | Col·legi de les Monges Franciscanes (Sant Cugat del Vallès) · Vegeu més fotos d'aquest monument · Carregueu una nova foto d'aquest monument              |
| Filera de cases al carrer Santa Maria, 25-35                                                                                   | BCIL 2008    | Eclecticisme                                   | Sant Cugat del Vallès C. Santa Maria, 25-35                                             | 41° 28′ 17″ N, 2° 04′ 53″ E / 41.471517°N,2.08152°E  | IPA-27930     | Filera de cases al carrer Santa Maria, 25-35 (Sant Cugat del Vallès) · Vegeu més fotos d'aquest monument · Carregueu una nova foto d'aquest monument     |
| Can de l'Aire o Delaire |              | Obra popular XVIII                             | Sant Cugat del Vallès Av. Graells                                                       | 41° 29′ 19″ N, 2° 03′ 59″ E / 41.488564°N,2.066302°E | IPA-27931     | Can de l'Aire (Sant Cugat del Vallès) · Vegeu més fotos d'aquest monument · Carregueu una nova foto d'aquest monument                                    |
| Botiga de Queviures | BCIL 2008    | Eclecticisme                                   | Sant Cugat del Vallès C. Xerric, 29 - c. Santa Maria, 18                                | 41° 28′ 16″ N, 2° 04′ 52″ E / 41.471164°N,2.081198°E | IPA-27932     | Botiga de Queviures (Sant Cugat del Vallès) · Vegeu més fotos d'aquest monument · Carregueu una nova foto d'aquest monument                              |
| Casa i obrador de Santiago Marco, Casa Aymat, edifici d'oficines i nau vella de la Fàbrica Aymat, Museu del Tapís Contemporani | BCIL 2008    | Obra popular XX Mitjan                         | Sant Cugat del Vallès C. Villà, 68                                                      | 41° 27′ 54″ N, 2° 04′ 39″ E / 41.465043°N,2.077551°E | IPA-27933     | Casa i obrador de Santiago Marco (Sant Cugat del Vallès) · Vegeu més fotos d'aquest monument · Carregueu una nova foto d'aquest monument                 |
| Casa Torres, cases adossades d'Àngel Carrión                                                                                   |              | Modernisme                                     | Sant Cugat del Vallès Ctra. de la Rabassada, km 6,5                                     | 41° 25′ 49″ N, 2° 06′ 49″ E / 41.430358°N,2.113495°E | IPA-27934     | Casa Torres (Sant Cugat del Vallès) · Vegeu més fotos d'aquest monument · Carregueu una nova foto d'aquest monument                                      |
| Casa de Joan Puigventós |              | Modernisme Eudald Pagés i Comas XIX            | Sant Cugat del Vallès Ctra. de la Rabassada, km 6,5                                     | 41° 25′ 48″ N, 2° 06′ 48″ E / 41.430055°N,2.113471°E | IPA-27935     | Casa de Joan Puigventós (Sant Cugat del Vallès) · Vegeu més fotos d'aquest monument · Carregueu una nova foto d'aquest monument                          |
| Xalet al Rabassalet 1 |              | Modernisme                                     | Sant Cugat del Vallès Pl. del Rabassalet, 1 - av. Can Cortès                            | 41° 25′ 53″ N, 2° 06′ 32″ E / 41.431499°N,2.108822°E | IPA-27936     | Xalet al Rabassalet 1 (Sant Cugat del Vallès) · Vegeu més fotos d'aquest monument · Carregueu una nova foto d'aquest monument                            |
| Xalet de Manuel Borràs | BCIL 2008    | Noucentisme                                    | Sant Cugat del Vallès Av. Joan Borràs, 40, Valldoreix                                   | 41° 27′ 43″ N, 2° 02′ 59″ E / 41.462026°N,2.049697°E | IPA-27937     | Xalet de Manuel Borràs (Sant Cugat del Vallès) · Vegeu més fotos d'aquest monument · Carregueu una nova foto d'aquest monument                           |
| Xalet a l'avinguda Joan Borràs, 38                                                                                             | BCIL 2008    | Noucentisme                                    | Sant Cugat del Vallès Av. Joan Borràs, 38, Valldoreix                                   | 41° 27′ 43″ N, 2° 02′ 59″ E / 41.461946°N,2.049833°E | IPA-27938     | Xalet a l'avinguda Joan Borràs, 38 (Sant Cugat del Vallès) · Vegeu més fotos d'aquest monument · Carregueu una nova foto d'aquest monument               |
| Xalet de Josep Borràs | BCIL 2008    | Noucentisme                                    | Sant Cugat del Vallès Av. Joan Borràs, 42 - C. Assutzena, Valldoreix                    | 41° 27′ 43″ N, 2° 02′ 58″ E / 41.462072°N,2.049479°E | IPA-27939     | Xalet de Josep Borràs (Sant Cugat del Vallès) · Vegeu més fotos d'aquest monument · Carregueu una nova foto d'aquest monument                            |
| Xalet al Rabassalet 2 |              | Modernisme XX Inici                            | Sant Cugat del Vallès Pl. del Rabassalet, 2 - av. Can Cortès                            | 41° 25′ 53″ N, 2° 06′ 32″ E / 41.431484°N,2.108797°E | IPA-27940     | Xalet al Rabassalet 2 (Sant Cugat del Vallès) · Vegeu més fotos d'aquest monument · Carregueu una nova foto d'aquest monument                            |
| Xalet de Joan Planas |              | Eclecticisme                                   | Sant Cugat del Vallès Pg. del Rabassalet - av. Can Cortés                               | 41° 25′ 54″ N, 2° 06′ 28″ E / 41.431683°N,2.107658°E | IPA-27941     | Xalet de Joan Planas (Sant Cugat del Vallès) · Vegeu més fotos d'aquest monument · Carregueu una nova foto d'aquest monument                             |
| Habitatges al carrer Xerric, 7-9                                                                                               |              | Obra popular XX Inici                          | Sant Cugat del Vallès C. Xerric, 7-9                                                    | 41° 28′ 13″ N, 2° 04′ 54″ E / 41.470391°N,2.081689°E | IPA-27942     | Habitatges al carrer Xerric, 7-9 (Sant Cugat del Vallès) · Vegeu més fotos d'aquest monument · Carregueu una nova foto d'aquest monument                 |
| Col·legi Maragall | BCIL 2008    | Noucentisme XX Mitjan                          | Sant Cugat del Vallès Pg. de la Creu, 17-19                                             | 41° 28′ 26″ N, 2° 04′ 45″ E / 41.473994°N,2.079252°E | IPA-27943     | Col·legi Maragall (Sant Cugat del Vallès) · Vegeu més fotos d'aquest monument · Carregueu una nova foto d'aquest monument                                |
| Finca Mònaco | BCIL 2008    | Modernisme                                     | Sant Cugat del Vallès Av. de Gràcia, 50                                                 | 41° 27′ 58″ N, 2° 05′ 07″ E / 41.466096°N,2.08525°E  | IPA-27944     | Finca Mònaco (Sant Cugat del Vallès) · Vegeu més fotos d'aquest monument · Carregueu una nova foto d'aquest monument                                     |
| Xalet de Josep Aleñá | BCIL 2008    | Noucentisme                                    | Sant Cugat del Vallès Pg. de la Floresta, 1                                             | 41° 26′ 43″ N, 2° 04′ 20″ E / 41.445202°N,2.072224°E | IPA-27947     | Xalet de Josep Aleñá (Sant Cugat del Vallès) · Vegeu més fotos d'aquest monument · Carregueu una nova foto d'aquest monument                             |
| Cases d'Enric Pi | BCIL 2008    | Modernisme Juli Batllevell XX (1907)           | Sant Cugat del Vallès C. Sant Medir, 27-29                                              | 41° 28′ 20″ N, 2° 05′ 07″ E / 41.472221°N,2.085175°E | IPA-27948     | Cases d'Enric Pi (Sant Cugat del Vallès) · Vegeu més fotos d'aquest monument · Carregueu una nova foto d'aquest monument                                 |
| Can Busquets o Bosquets |              | Obra popular                                   | Sant Cugat del Vallès Ctra. de Vallvidrera, km 8,5, la Floresta                         | 41° 26′ 13″ N, 2° 04′ 00″ E / 41.437024°N,2.066614°E | IPA-27949     | Can Busquets (Sant Cugat del Vallès) · Vegeu més fotos d'aquest monument · Carregueu una nova foto d'aquest monument                                     |
| Cal Batet | BCIL 2008    | Obra popular XX Mitjan                         | Sant Cugat del Vallès C. Major, 3                                                       | 41° 28′ 23″ N, 2° 04′ 57″ E / 41.473047°N,2.082589°E | IPA-27950     | Cal Batet (Sant Cugat del Vallès) · Vegeu més fotos d'aquest monument · Carregueu una nova foto d'aquest monument                                        |
| Casa Ribatallada | BCIL 2008    | Noucentisme XX Mitjan                          | Sant Cugat del Vallès C. Àngel Guimerà, 37                                              | 41° 27′ 55″ N, 2° 04′ 57″ E / 41.465282°N,2.082539°E | IPA-27951     | Casa Ribatallada (Sant Cugat del Vallès) · Vegeu més fotos d'aquest monument · Carregueu una nova foto d'aquest monument                                 |
| Can Llobet |              | Obra popular XVI                               | Sant Cugat del Vallès Ctra. de Vallvidrera, km 9,5                                      | 41° 27′ 00″ N, 2° 04′ 08″ E / 41.450113°N,2.068864°E | IPA-27952     | Can Llobet (Sant Cugat del Vallès) · Vegeu més fotos d'aquest monument · Carregueu una nova foto d'aquest monument                                       |
| Centre Sant Medir |              | Noucentisme XX                                 | Sant Cugat del Vallès                                                                   | 41° 26′ 36″ N, 2° 07′ 15″ E / 41.443431°N,2.120846°E | IPA-33369     | Centre Sant Medir (Sant Cugat del Vallès) · Vegeu més fotos d'aquest monument · Carregueu una nova foto d'aquest monument                                |
| Casa Jaumandreu o Villa Felisa                                                                                                 | BCIL 2008    | Eclecticisme XIX                               | Sant Cugat del Vallès Av. de Gràcia, 16                                                 | 41° 28′ 04″ N, 2° 05′ 02″ E / 41.467716°N,2.084009°E | IPA-33371     | Casa Jaumandreu (Sant Cugat del Vallès) · Vegeu més fotos d'aquest monument · Carregueu una nova foto d'aquest monument                                  |
| Casa de Francesca Bracons | BCIL 2008    | XX                                             | Sant Cugat del Vallès C. Àngel Guimerà, 24                                              | 41° 27′ 57″ N, 2° 04′ 52″ E / 41.465938°N,2.081130°E | IPA-45395     | Casa de Francesca Bracons (Sant Cugat del Vallès) · Vegeu més fotos d'aquest monument · Carregueu una nova foto d'aquest monument                        |
| Casa de Francesca Rovira, Casa Mora                                                                                            | BCIL 2008    | XX                                             | Sant Cugat del Vallès C. Sant Francesc, 43                                              | 41° 27′ 29″ N, 2° 03′ 29″ E / 41.457932°N,2.058158°E | IPA-45396     | Casa de Francesca Rovira (Sant Cugat del Vallès) · Vegeu més fotos d'aquest monument · Carregueu una nova foto d'aquest monument                         |
| Can Major, o Masia Rosàs | BCIL 2008    | Obra popular XV                                | Sant Cugat del Vallès Pg. d'Olabarria, 156                                              | 41° 27′ 34″ N, 2° 03′ 54″ E / 41.459456°N,2.065104°E | IPA-45398     | Can Major (Sant Cugat del Vallès) · Vegeu més fotos d'aquest monument · Carregueu una nova foto d'aquest monument                                        |
| Penya Blaugrana | BCIL 2008    | Obra popular XVI                               | Sant Cugat del Vallès C. de Sant Domènec, 15                                            | 41° 28′ 23″ N, 2° 04′ 52″ E / 41.473167°N,2.081221°E | IPA-45400     | Penya Blaugrana (Sant Cugat del Vallès) · Vegeu més fotos d'aquest monument · Carregueu una nova foto d'aquest monument                                  |
| Rectoria de Sant Cebrià | BCIL 2008    | Obra popular                                   | Sant Cugat del Vallès C. de l'Església, Valldoreix                                      | 41° 27′ 30″ N, 2° 04′ 02″ E / 41.458440°N,2.067309°E | IPA-45401     | Rectoria de Sant Cebrià (Sant Cugat del Vallès) · Vegeu més fotos d'aquest monument · Carregueu una nova foto d'aquest monument                          |
| Cases Pere Català | BCIL 2008    | Obra popular XIX                               | Sant Cugat del Vallès Pl. Barcelona, 18-19                                              | 41° 28′ 11″ N, 2° 04′ 56″ E / 41.469760°N,2.082348°E | IPA-45403     | Cases Pere Català (Sant Cugat del Vallès) · Vegeu més fotos d'aquest monument · Carregueu una nova foto d'aquest monument                                |
| Casa de Josep Garcia | BCIL 2008    | Obra popular XX                                | Sant Cugat del Vallès C. Major, 5                                                       | 41° 28′ 23″ N, 2° 04′ 58″ E / 41.473073°N,2.082705°E | IPA-45404     | Casa de Josep Garcia (Sant Cugat del Vallès) · Vegeu més fotos d'aquest monument · Carregueu una nova foto d'aquest monument                             |
| Cal Ros Barber | BCIL 2008    | Obra popular XVIII                             | Sant Cugat del Vallès Pl. Sant Pere, 8                                                  | 41° 28′ 23″ N, 2° 04′ 56″ E / 41.473086°N,2.082241°E | IPA-45407     | Cal Ros Barber (Sant Cugat del Vallès) · Vegeu més fotos d'aquest monument · Carregueu una nova foto d'aquest monument                                   |
| Fonda del Comerç | BCIL 2008    |                                                | Sant Cugat del Vallès Pl. Sant Pere, 7                                                  | 41° 28′ 23″ N, 2° 04′ 56″ E / 41.473162°N,2.082109°E | IPA-45408     | Fonda del Comerç (Sant Cugat del Vallès) · Vegeu més fotos d'aquest monument · Carregueu una nova foto d'aquest monument                                 |
| Cal Tartraner | BCIL 2008    | Obra popular                                   | Sant Cugat del Vallès Pl. Barcelona, 20                                                 | 41° 28′ 12″ N, 2° 04′ 56″ E / 41.469888°N,2.082255°E | IPA-45409     | Cal Tartraner (Sant Cugat del Vallès) · Vegeu més fotos d'aquest monument · Carregueu una nova foto d'aquest monument                                    |
| Cal Salero | BCIL 2008    | Obra popular                                   | Sant Cugat del Vallès C. Sant Antoni, 8 - c. Xerric, 1                                  | 41° 28′ 12″ N, 2° 04′ 55″ E / 41.469939°N,2.082041°E | IPA-45411     | Cal Salero (Sant Cugat del Vallès) · Vegeu més fotos d'aquest monument · Carregueu una nova foto d'aquest monument                                       |
| Casa de Pau Vilardell | BCIL 2008    | Obra popular XIX                               | Sant Cugat del Vallès Pl. Barcelona, 5                                                  | 41° 28′ 10″ N, 2° 04′ 54″ E / 41.469371°N,2.081732°E | IPA-45412     | Casa de Pau Vilardell (Sant Cugat del Vallès) · Vegeu més fotos d'aquest monument · Carregueu una nova foto d'aquest monument                            |
| Casa de Tomàs Pla | BCIL 2008    | XIX                                            | Sant Cugat del Vallès Pl. Barcelona, 11                                                 | 41° 28′ 10″ N, 2° 04′ 56″ E / 41.469307°N,2.082220°E | IPA-45414     | Casa de Tomàs Pla (Sant Cugat del Vallès) · Vegeu més fotos d'aquest monument · Carregueu una nova foto d'aquest monument                                |
| Cal Guillem | BCIL 2008    |                                                | Sant Cugat del Vallès Pl. Barcelona, 13                                                 | 41° 28′ 10″ N, 2° 04′ 57″ E / 41.469410°N,2.082408°E | IPA-45415     | Cal Guillem (Sant Cugat del Vallès) · Vegeu més fotos d'aquest monument · Carregueu una nova foto d'aquest monument                                      |
| Casa al carrer Viñolas, 7 | BCIL 2008    |                                                | Sant Cugat del Vallès C. Viñolas, 7                                                     | 41° 28′ 08″ N, 2° 04′ 56″ E / 41.468938°N,2.082241°E | IPA-45418     | Casa al carrer Viñolas, 7 (Sant Cugat del Vallès) · Vegeu més fotos d'aquest monument · Carregueu una nova foto d'aquest monument                        |
| Xalet al carrer Àngel Guimerà, 22                                                                                              | BCIL 2008    | XX                                             | Sant Cugat del Vallès C. Àngel Guimerà, 22                                              | 41° 27′ 59″ N, 2° 04′ 51″ E / 41.46634°N,2.080708°E  | IPA-45419     | Xalet al carrer Àngel Guimerà, 22 (Sant Cugat del Vallès) · Vegeu més fotos d'aquest monument · Carregueu una nova foto d'aquest monument                |
| Xalet al carrer Àngel Guimerà, 20                                                                                              | BCIL 2008    | XX                                             | Sant Cugat del Vallès C. Àngel Guimerà, 20                                              | 41° 27′ 59″ N, 2° 04′ 50″ E / 41.466500°N,2.080572°E | IPA-45420     | Xalet al carrer Àngel Guimerà, 20 (Sant Cugat del Vallès) · Vegeu més fotos d'aquest monument · Carregueu una nova foto d'aquest monument                |
| Conjunt Maria Llinàs I | BCIL 2008    | XX                                             | Sant Cugat del Vallès C. Àngel Guimerà, 10-12                                           | 41° 28′ 01″ N, 2° 04′ 47″ E / 41.467080°N,2.079653°E | IPA-45421     | Conjunt Maria Llinàs I (Sant Cugat del Vallès) · Vegeu més fotos d'aquest monument · Carregueu una nova foto d'aquest monument                           |
| Conjunt Maria Llinàs II | BCIL 2008    | Noucentisme XX                                 | Sant Cugat del Vallès C. Àngel Guimerà, 6-8                                             | 41° 28′ 02″ N, 2° 04′ 46″ E / 41.467256°N,2.079402°E | IPA-45422     | Conjunt Maria Llinàs II (Sant Cugat del Vallès) · Vegeu més fotos d'aquest monument · Carregueu una nova foto d'aquest monument                          |
| Conjunt Maria Llinàs III | BCIL 2008    | XX                                             | Sant Cugat del Vallès C. de Villà, 13-21                                                | 41° 28′ 01″ N, 2° 04′ 45″ E / 41.467049°N,2.079154°E | IPA-45423     | Conjunt Maria Llinàs III (Sant Cugat del Vallès) · Vegeu més fotos d'aquest monument · Carregueu una nova foto d'aquest monument                         |
| Casa de Joan Navarra | BCIL 2008    | XIX                                            | Sant Cugat del Vallès Pl. Barcelona, 12                                                 | 41° 28′ 10″ N, 2° 04′ 56″ E / 41.469353°N,2.082322°E | IPA-45424     | Casa de Joan Navarra (Sant Cugat del Vallès) · Vegeu més fotos d'aquest monument · Carregueu una nova foto d'aquest monument                             |
| Casa al carrer Sant Antoni, 20                                                                                                 | BCIL 2008    |                                                | Sant Cugat del Vallès C. Sant Antoni, 20                                                | 41° 28′ 11″ N, 2° 04′ 54″ E / 41.469755°N,2.081591°E | IPA-45425     | Casa al carrer Sant Antoni, 20 (Sant Cugat del Vallès) · Vegeu més fotos d'aquest monument · Carregueu una nova foto d'aquest monument                   |
| Casa del Doctor Puig Roig | BCIL 2008    |                                                | Sant Cugat del Vallès Pg. del Roser, 3-5                                                | 41° 27′ 43″ N, 2° 03′ 09″ E / 41.462081°N,2.052400°E | IPA-45426     | Casa del Doctor Puig Roig (Sant Cugat del Vallès) · Vegeu més fotos d'aquest monument · Carregueu una nova foto d'aquest monument                        |
| Torre d'Emili Roca | BCIL 2008    | Noucentisme XX                                 | Sant Cugat del Vallès Av. Joan Borràs, 44                                               | 41° 27′ 45″ N, 2° 02′ 58″ E / 41.462370°N,2.049350°E | IPA-45427     | Torre d'Emili Roca (Sant Cugat del Vallès) · Vegeu més fotos d'aquest monument · Carregueu una nova foto d'aquest monument                               |
| Xalet de Bartomeu Pujol | BCIL 2008    |                                                | Sant Cugat del Vallès Av. de Ramon Escayola, 46                                         | 41° 27′ 42″ N, 2° 03′ 08″ E / 41.461649°N,2.052160°E | IPA-45428     | Xalet de Bartomeu Pujol (Sant Cugat del Vallès) · Vegeu més fotos d'aquest monument · Carregueu una nova foto d'aquest monument                          |
| Casa a la plaça Barcelona, 3                                                                                                   | BCIL 2008    |                                                | Sant Cugat del Vallès                                                                   | 41° 28′ 10″ N, 2° 04′ 54″ E / 41.469505°N,2.081657°E | IPA-45429     | Casa a la plaça Barcelona, 3 (Sant Cugat del Vallès) · Vegeu més fotos d'aquest monument · Carregueu una nova foto d'aquest monument                     |
| La Posada Nova, Cal Brinca | BCIL 2008    | Obra popular XV                                | Sant Cugat del Vallès C. Major, 1                                                       | 41° 28′ 23″ N, 2° 04′ 57″ E / 41.473042°N,2.082442°E | IPA-45430     | La Posada Nova (Sant Cugat del Vallès) · Vegeu més fotos d'aquest monument · Carregueu una nova foto d'aquest monument                                   |
| Casa al carrer Xerric, 3 | BCIL 2008    |                                                | Sant Cugat del Vallès C. Xerric, 3                                                      | 41° 28′ 12″ N, 2° 04′ 55″ E / 41.470104°N,2.081926°E | IPA-45431     | Casa al carrer Xerric, 3 (Sant Cugat del Vallès) · Vegeu més fotos d'aquest monument · Carregueu una nova foto d'aquest monument                         |
| Casa a la plaça de Sant Pere, 10                                                                                               | BCIL 2008    | XV                                             | Sant Cugat del Vallès Pl. Sant Pere, 10                                                 | 41° 28′ 23″ N, 2° 04′ 57″ E / 41.473055°N,2.082375°E | IPA-45432     | Casa a la plaça de Sant Pere, 10 (Sant Cugat del Vallès) · Vegeu més fotos d'aquest monument · Carregueu una nova foto d'aquest monument                 |
| Xalet de Bartomeu Pujol II | BCIL 2008    |                                                | Sant Cugat del Vallès Av. Ramon Escayola, 42                                            | 41° 27′ 42″ N, 2° 03′ 09″ E / 41.461719°N,2.052524°E | IPA-45433     | Xalet de Bartomeu Pujol II (Sant Cugat del Vallès) · Vegeu més fotos d'aquest monument · Carregueu una nova foto d'aquest monument                       |
| Cal Soler | BCIL 2008    | Obra popular XV                                | Sant Cugat del Vallès Pl. de Sant Pere, 9                                               | 41° 28′ 23″ N, 2° 04′ 56″ E / 41.473070°N,2.082291°E | IPA-45434     | Cal Soler (Sant Cugat del Vallès) · Vegeu més fotos d'aquest monument · Carregueu una nova foto d'aquest monument                                        |
| Casa de Josep Caldés | BCIL 2008    | XIX                                            | Sant Cugat del Vallès Pl. Barcelona, 8 - c. de Viñolas                                  | 41° 28′ 09″ N, 2° 04′ 55″ E / 41.469244°N,2.082019°E | IPA-45435     | Casa de Josep Caldés (Sant Cugat del Vallès) · Vegeu més fotos d'aquest monument · Carregueu una nova foto d'aquest monument                             |
| Casa de Josep Pila | BCIL 2008    | Obra popular XIX                               | Sant Cugat del Vallès Pl. Barcelona, 9-10                                               | 41° 28′ 09″ N, 2° 04′ 56″ E / 41.469274°N,2.082114°E | IPA-45436     | Casa de Josep Pila (Sant Cugat del Vallès) · Vegeu més fotos d'aquest monument · Carregueu una nova foto d'aquest monument                               |
| Casa de Sever Pila | BCIL 2008    | XIX                                            | Sant Cugat del Vallès C. Sant Antoni, 12                                                | 41° 28′ 11″ N, 2° 04′ 55″ E / 41.469853°N,2.081867°E | IPA-45437     | Casa de Sever Pila (Sant Cugat del Vallès) · Vegeu més fotos d'aquest monument · Carregueu una nova foto d'aquest monument                               |
| Cal Tupinamba | BCIL 2008    |                                                | Sant Cugat del Vallès C. Major, 2                                                       | 41° 28′ 22″ N, 2° 04′ 57″ E / 41.472907°N,2.082422°E | IPA-45439     | Cal Tupinamba (Sant Cugat del Vallès) · Vegeu més fotos d'aquest monument · Carregueu una nova foto d'aquest monument                                    |
| Pavellons del Centre d'Alt Rendiment Esportiu                                                                                  |              | Darreres tendències, Escola de Barcelona XX    | Sant Cugat del Vallès Av. Alcalde Barnils, 3-5                                          | 41° 29′ 02″ N, 2° 04′ 38″ E / 41.483845°N,2.077183°E | IPA-46281     | Pavellons del Centre d'Alt Rendiment Esportiu (Sant Cugat del Vallès) · Vegeu més fotos d'aquest monument · Carregueu una nova foto d'aquest monument    |
| Forn rajoleria de Can Xandri, o bòbila d'en Pahissa                                                                            |              | Obra popular                                   | Sant Cugat del Vallès Camí a Sant Medir                                                 | 41° 28′ 07″ N, 2° 05′ 57″ E / 41.468531°N,2.099193°E | IPA-46337     | Forn rajoleria de Can Xandri (Sant Cugat del Vallès) · Vegeu més fotos d'aquest monument · Carregueu una nova foto d'aquest monument                     |
| Habitatge al carrer Xerric, 18                                                                                                 |              | Obra popular XIX                               | Sant Cugat del Vallès C. Xerric, 18                                                     | 41° 28′ 15″ N, 2° 04′ 54″ E / 41.470708°N,2.081678°E | IPA-46508     | Habitatge al carrer Xerric, 18 (Sant Cugat del Vallès) · Vegeu més fotos d'aquest monument · Carregueu una nova foto d'aquest monument                   |
| Xalet de Llorenç Miquel, Casa de Xocolata                                                                                      | BCIL 2008    | Modernisme XX                                  | Sant Cugat del Vallès Av. Joan Borràs, 26                                               | 41° 27′ 43″ N, 2° 03′ 04″ E / 41.461887°N,2.050974°E | IPA-49272     | Xalet de Llorenç Miquel (Sant Cugat del Vallès) · Vegeu més fotos d'aquest monument · Carregueu una nova foto d'aquest monument                          |
| Estació de la Floresta-Pearson                                                                                                 |              | Noucentisme XX                                 | Sant Cugat del Vallès Pl. Estació de la Floresta                                        | 41° 26′ 41″ N, 2° 04′ 23″ E / 41.4447°N,2.0731°E     | IPA-49602     | Estació de la Floresta-Pearson (Sant Cugat del Vallès) · Vegeu més fotos d'aquest monument · Carregueu una nova foto d'aquest monument                   |
| Forn de calç del torrent de Can Gordi                                                                                          |              | Obra popular                                   | Sant Cugat del Vallès                                                                   |                                                      | IPA-50886     | Carregueu una nova foto d'aquest monument |
| Creu d'en Blau |              | Obra popular                                   | Sant Cugat del Vallès Pl. del Coll de la Creu d'en Blau                                 | 41° 26′ 01″ N, 2° 05′ 39″ E / 41.43356°N,2.09403°E   | IPA-52169     | Creu d'en Blau (Sant Cugat del Vallès) · Vegeu més fotos d'aquest monument · Carregueu una nova foto d'aquest monument                                   |
| Molí de Canals |              |                                                | Sant Cugat del Vallès                                                                   | 41° 27′ 30″ N, 2° 02′ 23″ E / 41.458448°N,2.039786°E | IPA-53098     | Carregueu una nova foto d'aquest monument |
| Conjunt de la plaça de Lluís Millet, 4 - carrer de Valldoreix, 78; antic Bar Catalunya                                         | BCIL 2022    | XIX, XX                                        | Sant Cugat del Vallès Pl. Lluís Millet, 4 - c. Valldoreix, 78                           | 41° 28′ 05″ N, 2° 04′ 43″ E / 41.46811°N,2.07871°E   | IPA-53280     | Bar Catalunya (Sant Cugat del Vallès) · Vegeu més fotos d'aquest monument · Carregueu una nova foto d'aquest monument                                    |